# Rikke Bjørn
Rikke Bjørn (født 1973) er en dansk billedkunstner, der bor og arbejder i København. Hun debuterede på Kunstnernes Sommerudstilling (KS19) i Tistrup i 2019 og har siden udstillet på gallerier og udstillingssteder i ind- og udland. Rikke Bjørn arbejder med Konkret kunst.
Rikke Bjørn modtog i 2019 en ærespris på den censurerede galleriudstilling BIG awards på Cage Gallery i Barcelona.

## Eksterne kilder og henvisninger
- Hansford and Sons Emerging Artists, London - https://www.emergingartistplatform.com/rikkebjorn Arkiveret 22. september 2020 hos  Wayback Machine
- RoS Gallery Roskilde - http://ros-gallery.dk/vaerker/267-rikke-bjoern/ Arkiveret 11. august 2020 hos  Wayback Machine